# Köpingsviks församling
Köpingsviks församling är en territoriell församling, administrerad av trossamfundet Svenska kyrkan i Kalmar-Ölands kontrakt i Växjö stift. 
Församlingskyrkor är Köpings kyrka, Egby kyrka och Bredsättra kyrka.

## Administrativ historik
Församlingen bildades den 1 januari 2006 genom sammanslagning av Köpings, Egby och Bredsättra församlingar. Församlingen ingår i Norra Ölands pastorat.